# Aéroport de Luxembourg
Aéroport de Luxembourg (IATA: LUX, ICAO: ELLX) is de grootste luchthaven van Luxemburg.
De luchthaven is de enige internationale luchthaven van het land en de enige luchthaven met een verharde baan. De luchthaven ligt 6 kilometer ten oosten van de stad Luxemburg. Op 2 maart 2025 werd een verlenging van de Tram van Luxemburg naar de luchthaven in gebruik genomen en is de luchthaven met de stad via de T1 tramlijn verbonden. 
Luxair, Luxemburgs internationale maatschappij, en Cargolux, een vrachtmaatschappij, zijn gevestigd op de luchthaven.
In 2015 telde de luchthaven Luxemburg 2.687.086 passagiersbewegingen en werd er 737.625 ton vracht vervoerd. De luchthaven telde datzelfde jaar 84.222 starten en landingen. KLM Cityhopper onderhoudt 5 rechtstreekse lijnvluchten per dag vanaf Schiphol.

## Externe links

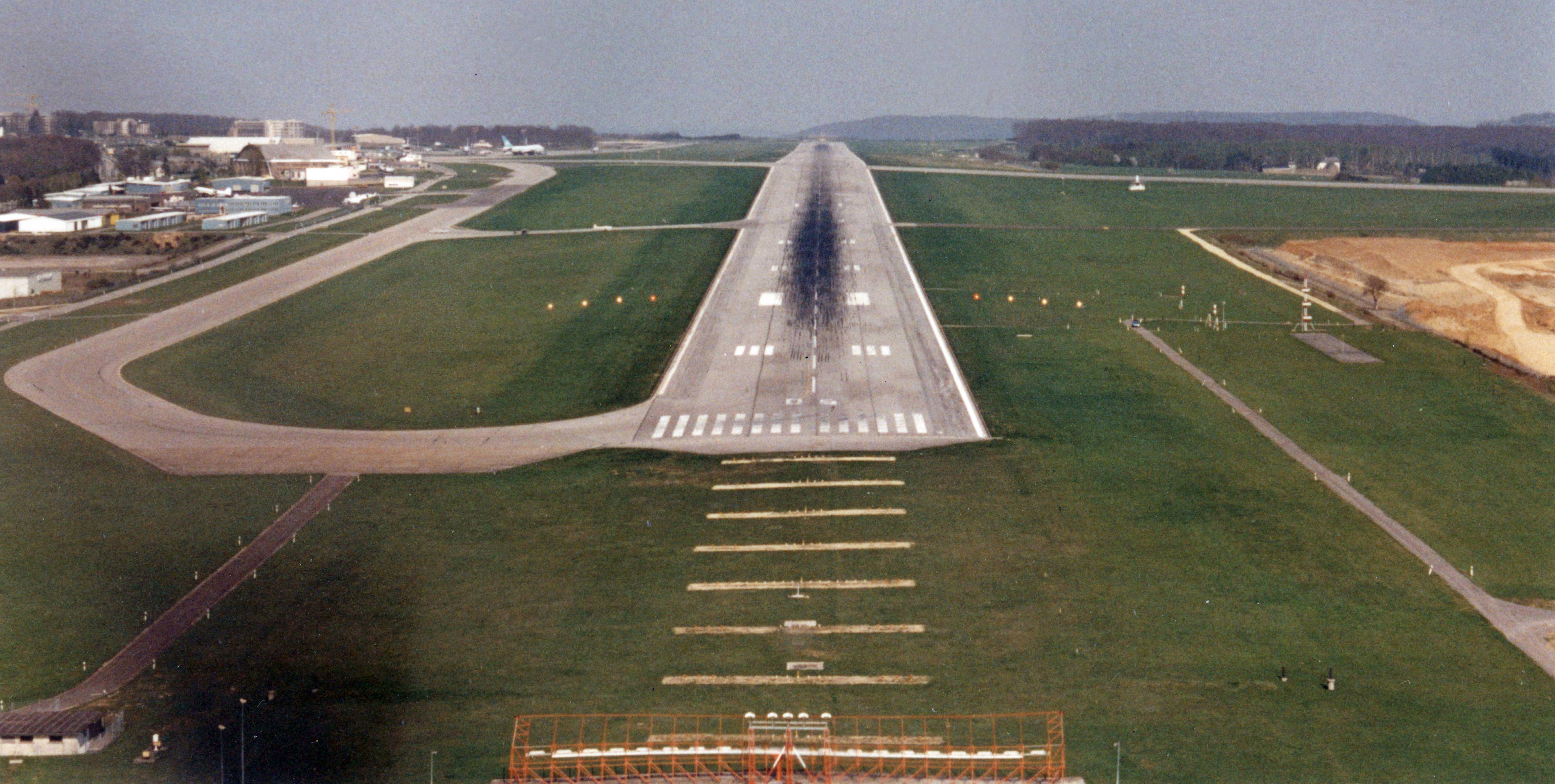
Aéroport de Luxembourg